# Stazione di Huesca
La stazione di Huesca (in spagnolo Estación de Huesca) è la principale stazione ferroviaria di Huesca, Spagna.